# Downingia elegans
Downingia elegans är en klockväxtart som först beskrevs av David Douglas och John Lindley, och fick sitt nu gällande namn av John Torrey. Downingia elegans ingår i släktet Downingia och familjen klockväxter. Inga underarter finns listade i Catalogue of Life.